# Франкетти, Раймон
Раймон Франкетти (фр. Raymond Franchetti, 1921—2003) — французский танцовщик и педагог, в 1971—1978 годах — директор балетной труппы Парижской Оперы.

## Биография
Учился танцу у известного педагога Гюстава Рико. Дебютировал в 1936 году в Русской опере Парижа. Затем танцевал в различных труппах: «Балете Юности» Л. Егоровой, в театре Лилля, Русском балете Монте-Карло, в Балете маркиза де Куэваса. 
С 1947 года — в балетной труппе Парижской Оперы, где особо выделялся исполнением характерных партий. В 1954 году был возведён в ранг «первого танцовщика».
С 1963 года начал преподавать классический танец в балетной школе Парижской оперы, одновременно открыл собственную частную студию, заниматься в которую приходили как учащиеся, так и такие звёзды балета как Рудольф Нуреев и Михаил Барышников.
С 1971 по 1978 Франкетти — директор балетной труппы Парижской Оперы. Будучи на этом посту, он заменяет еженедельные концерты по средам на полноценные спектакли, восстанавливает ежегодный просмотр артистов, желающих продвинуться по иерархической лестнице, делает театр более открытым, проводя политику художественного обмена с другими труппами, вводит обязательную видеозапись спектаклей, создаёт творческую группу для экспериментов в области хореографии, серьёзно расширяет балетный репертуар.
Продолжая политику Скибина, изменившего отношение к Опере как к театру, связанному исключительно с французским балетом и наследием «Русских сезонов», он приглашает для постановок таких балетмейстеров как Джордж Баланчин, Джером Роббинс, Флемминг Флиндт, а также хореографов-новаторов Мерса Каннингема, Каролин Карлсон и Глена Тетли. В то же время в 1972 году он приглашает Пьера Лакотта поставить на парижской сцене свою романтическую «Сильфиду», ставшую квинтэссенцией французской балетной школы. В 1973 году назначает Клод Бесси директором балетной школы, что даёт новый толчок к её развитию.
В своих нововведениях Франкетти имел союзника в виде Рольфа Либермана, руководившего театром начиная с 1973 года.
Среди учеников Франкетти — Дени Ганьо, Ноэлла Понтуа, Моник Лудьер, Элизабет Платель, Брижит Лефевр и Жильбер Серре.
Педагогическому методу Франкетти была посвящена программа «Урок танца Раймона Франкетти» (2005 год, телеканал Меццо).
Его именем был назван один из балетных репетиционных залов парижской Оперы.

## Семья
Раймон Франкетти — отец танцовщика, звезды Парижской Оперы (с 1959 по 1989) Жан-Пьера Франкетти.